# Джонатан Мейджорс
Джонатан Мейджорс (англ. Jonathan Majors; нар. 7 вересня 1989) — американський актор. Здобув популярність після виконання головної ролі в незалежному художньому фільмі «Останній темношкірий у Сан-Франциско» (2019). 2020 року отримав ширше визнання за роль Аттікуса Фрімена в телесеріалі HBO «Країна Лавкрафта». Також грав «Того, хто залишається» в серіалі Disney+ «Локі», дія якого відбувається в Кіновсесвіті Marvel, та іншу версію персонажа, Канґа Завойовника, у фільмі «Людина-мураха та Оса: Квантоманія» (2023).

## Раннє життя
Мейджорс народився в Ломпок, Каліфорнія, та провів свої перші роки життя зі своєю сім'єю, матір'ю, пастором, своєю старшою сестрою Монікою і молодшим братом Кемероном, на військовій базі Ванденберг, оскільки його батько служив в ВПС. 2020 року Мейджорс сказав, що «наш батько, який сильно любив нас, просто одного разу зник… і він знову з'явився 17 років потому». Відтоді Мейджорс відновив зв'язок зі своїм батьком. Незабаром сім'я переїхала в Даллас, Техас. Мейджорс згодом жив в Джорджтауні, Техас, за межами Остіна, Техас, а пізніше виріс в Сідар-Хіллі, Техас. Після переводу з середньої школи Сідар-Хілл він закінчив середню школу Дунканвілль Едінбург в 2008 році.
Будучи підлітком, Мейджорс постав перед численними труднощами: його заарештували за крадіжку в магазині, виключили з середньої школи за бійку, і в якийсь момент він жив у своїй машині, працюючи на двох роботах, щоб звести кінці з кінцями. Зрештою він знайшов «безпечне місце» в світі театру.
Мейджорс отримав ступінь бакалавра в Школі мистецтв Університету Північної Кароліни, а потім вступив до Йельської школи драматичного мистецтва; він закінчив її зі ступенем магістра в 2016 році.

## Кар'єра

### 2017—2018: Рання робота
Мейджорс отримав свою першу роль на екрані в міні-серіалі ABC «Коли ми повстанемо», будучи ще студентом Єльського університету. У серіалі Мейджорс зобразив реального гей-активіста Кена Джонса; в рамках свого дослідження ролі він зустрівся з Джонсом, перш ніж зіграти його.
Того ж року Мейджорс з'явився в своєму першому повнометражному фільмі в ролі капрала Генрі Вудсона в ревізіоністському вестерні «Недруги» сценариста і режисера Скотта Купера. Світова прем'єра фільму відбулася на кінофестивалі «Тельюрайд» 2 вересня 2017 року. Він також був показаний на Міжнародному кінофестивалі в Торонто 10 вересня 2017 року. Після цього йому дісталися ролі в фільмах 2018 року «Білий хлопець Рік» і «З нізвідки». Обидва ці фільми були показані на Міжнародний кінофестиваль у Торонто 2018, причому останній боровся за приз Платформи.

### 2019—2020
У 2019 Мейджорс здобув популярність після того, як зіграв головну роль в незалежній драмі Джо Телбота «Останній темношкірий у Сан-Франциско», за яку він отримав номінацію на премію «Незалежний дух». Компанія A24 випустила його в США 7 червня 2019 року. 44-й президент США Барак Обама оцінив його як один з кращих фільмів 2019 року. Також гру Мейджорса високо оцінили критики: Манола Даргіс з «The New York Times» назвала його роль такою, «що скорботно розбиває серця».
Мейджорс також з'явився в трьох інших фільмах 2019 року: «Битва за Землю», «Глибокий яр» та «Країна джунглів».
У 2020 році Мейджорс знявся разом з Чедвіком Боузманом і Делроєм Ліндо в військовій драмі Спайка Лі «П'ятеро однієї крові», який вийшов на Netflix. Того ж року він також отримав широке визнання за роль Аттікуса Фрімена в телесеріалі HBO «Країна Лавкрафта». Його роль в «Країні Лавкрафта» позитивно оцінили критики; «Vogue» охрестив його «емоційним ядром шоу». У вересні Мейджорс отримав роль лиходія Канґа Завойовника у фільмі «Людина-мураха та Оса: Квантоманія». Він дебютував в Кіновсесвіті Marvel в серіалі Disney+ «Локі» в ролі «Того, хто залишається», варіації Канґа.

## Арешт та вирок суду
У березні 2023 року був заарештований за звинуваченнями у сексуальному та домашньому насильстві над своєю тодішньою дівчиною Грейс Джаббарі. 18 грудня того ж року судом присяжних визнаний винним у безрозсудному насильстві 3 ступеня та сексуальному домаганні. Оголошення вироку суду відбулось 8 квітня 2024 року. За вироком суду, Мейджорс розпочав проходження 52-тижневого курсу про домашнє насильство замість року ув'язнення.
Одразу після оголошення вердикту суду присяжних компанія Marvel Entertainment розірвала контракт з Мейджорсом на виконання ролі Канґа. До цього прем'єра фільму «Мрії з журналу», запланована на 8 грудня 2023 року, була скасована. За роль бодібілдера у цій стрічці преса вважала Мейджорса одним із головних претендентів на премію «Оскар».

## Особисте життя
У Мейджорса є одна дитина, дочка. Він підтримує рух Black Lives Matter і брав участь в протестах після вбивства Джорджа Флойда.

## Нагороди
За свою роботу у фільмі «Останній темношкірий у Сан-Франциско» Мейджорс отримав номінації в категоріях «Найкращий актор другого плану» і «Видатна проривна чоловіча роль» на 20-ій щорічній церемонії премії «Black Reel Awards» та номінацію в категорії «Краща чоловіча роль другого плану» на 35-й церемонії премії «Незалежний дух».
Мейджорс був номінований на премію «Вибір телевізійних критиків» за кращу чоловічу роль у драматичному серіалі і на премію «Еммі» за кращу чоловічу роль у драматичному серіалі за «Країну Лавкрафта».

## Фільмографія

### Фільми
| Рік  |   | Українська назва                     | Оригінальна назва                   | Роль                 |
| ---- | - | ------------------------------------ | ----------------------------------- | -------------------- |
| 2017 | ф | Вороги                               | Hostiles                            | капрал Генрі Вудсон  |
| 2018 | ф | Білий хлопець Рік                    | White Boy Rick                      | Джонні Каррі         |
| 2018 | ф | З нізвідки                           | Out of Blue                         | Дункан Дж. Рейнольдс |
| 2019 | ф | Останній темношкірий у Сан-Франциско | The Last Black Man in San Francisco | Монтгомері Аллен     |
| 2019 | ф | Битва за Землю                       | Captive State                       | Рейф Драммонд        |
| 2019 | ф | Глибокий яр                          | Gully                               | Грег                 |
| 2019 | ф | Країна джунглів                      | Jungleland                          | Пеппер               |
| 2020 | ф | П'ятеро однієї крові                 | Da 5 Bloods                         | Девід                |
| 2021 | ф | Гірка помста                         | The Harder They Fall                | Нет Лав              |
| 2022 | ф | Вищий пілотаж                        | Devotion                            | Джессі Браун         |
| 2023 | ф | Мрії з журналу                       | Magazine Dreams                     | Кілліан Меддокс      |
| 2023 | ф | Людина-мураха та Оса: Квантоманія    | Ant-Man and the Wasp: Quantumania   | Канґ Завойовник      |
| 2023 | ф | Крід III                             | Creed III                           | Даміан Андерсон      |

### Телебачення
| Рік  |   | Українська назва                  | Оригінальна назва   | Роль                                                  |
| ---- | - | --------------------------------- | ------------------- | ----------------------------------------------------- |
| 2017 | с | Коли ми повстанено                | When We Rise        | молодий Кен Джонс (4 епізоди)                         |
| 2020 | с | Країна Лавкрафта                  | Lovecraft Country   | Аттікус Фрімен (10 епізодів)                          |
| 2021 | с | Локі                              | Loki                | Той, хто залишається (Епізод: "На всі часи. Завжди.") |
| 2021 | с | Суботнього вечора в прямому ефірі | Saturday Night Live | гість (Епізод: "Jonathan Majors / Taylor Swift")      |
| 2023 | с | Локі                              | Loki                | Канґ Завойовник (4 епізоди)                           |